# Acme Motor Car Company (Massachusetts)
Acme Motor Car Company war ein US-amerikanischer Hersteller von Automobilen.

## Unternehmensgeschichte
Das Unternehmen wurde Ende 1911 in Worcester in Massachusetts gegründet. Ernest Wheeler und William Vincent leiteten es. Wheeler hatte vorher schon Automobile als Wheeler hergestellt. Zunächst verkauften sie ausschließlich Fahrzeuge anderer Hersteller. Genannt sind Personenkraftwagen von Knox und Velie sowie Lieferwagen, Lastkraftwagen und Traktoren. 1912 stellten sie veredelte Fahrzeuge für örtliche Käufer her. Der Markenname lautete Acme. Es ist nicht bekannt, wann das Unternehmen aufgelöst wurde.
Es gab keine Verbindung zum gleichnamigen Unternehmen aus Pennsylvania, das von 1903 bis 1911 tätig war.

## Fahrzeuge
Das einzige Modell basierte auf einem Fahrzeug von Knox oder Velie.